# Juni 2007
Portal Geschichte | Portal Biografien | Aktuelle Ereignisse | Jahreskalender | Tagesartikel

◄ |
20. Jahrhundert |
21. Jahrhundert

◄ |
1970er |
1980er |
1990er |
2000er
| 2010er | 2020er | 2030er | ►

◄ |
2003 |
2004 |
2005 |
2006 |
2007
| 2008 | 2009 | 2010 | 2011 | ►

◄ |
März 2007 |
April 2007 |
Mai 2007 |
Juni 2007 |
Juli 2007 |
August 2007 |
September 2007 |
►
Dieser Artikel behandelt tagesbezogene Nachrichten und Ereignisse im Juni 2007.

## Tagesgeschehen

### Freitag, 1. Juni 2007
- Amsterdam/Niederlande: Die umstrittene Organspendeshow De Grote Donorshow des niederländischen Fernsehsenders BNN hat nicht die Absicht, wirklich eine Niere zu verlosen, sondern soll auf die Problematik der Organspende aufmerksam machen.[1]
- Bargaal/Somalia: Ein US-Kriegsschiff hat mutmaßliche al-Qaida-Ziele in der Ortschaft Bargaal in der nordostsomalischen Region Bari unter Beschuss genommen.[2]
- Berlin/Deutschland: EU-Kommissionspräsident José Manuel Barroso fordert von US-Präsident George W. Bush eine engagiertere Haltung zum Klimaschutz, da ihm die jüngsten Vorschläge des größten Schadstoffemittenten von Kohlendioxid nicht weit genug gehen. Die Vereinigten Staaten müssten Verantwortung übernehmen.[3]
- Brüssel/Belgien: In den Mitgliedstaaten der Europäischen Union tritt die Chemikalienverordnung Reach in Kraft. Sie schreibt die Registrierung potenziell gefährlicher Chemikalien vor.[4]
- Frankfurt am Main/Deutschland: Erstmals seit acht Jahren knackt der DAX an der Börse die 8000-Punkte-Marke.[5]
- Genf/Schweiz: Genfer Untersuchungsbehörden geben bekannt, dass der Brand in der Genfer Synagoge Malagnou vom 24. Mai 2007 mutwillig gelegt worden sei.[6]
- Greifswald/Deutschland: Die Globalisierungskritiker beim G8-Gipfel in Heiligendamm müssen dem Ostseebad laut Beschluss des Oberverwaltungsgerichts Greifswald fernbleiben. Damit werden indirekt die Sicherheitsmaßnahmen der Polizei bekräftigt. Lediglich eine Demonstration auf einer Bundesstraße außerhalb der verbotenen Zone ist genehmigt worden.[7] Die Globalisierungskritiker erwägen ihrerseits eine Verfassungsbeschwerde beim Bundesverfassungsgericht. Unterstützt werden sie dabei vom früheren Vizepräsidenten des Bundesverfassungsgerichts Ernst Gottfried Mahrenholz: „Das für die Demonstranten günstige Urteil in erster Instanz des Verwaltungsgerichts Schwerin, kommt dem Brokdorf-Urteil wesentlich näher als die jetzt gefällte Entscheidung des Oberverwaltungsgerichts Greifswald […].“[8]
- Innsbruck/Österreich: Bei Umbauarbeiten im Keller eines Mehrfamilienhauses im Stadtteil Wilten werden drei Baby-Leichen entdeckt.[9]
- Lausanne/Schweiz: Das Schweizer Bundesgericht erklärt die im Kanton Obwalden eingeführte, umstrittene degressive Besteuerung für verfassungswidrig.[10]
- London/Vereinigtes Königreich: Der britische Künstler Damien Hirst präsentiert in London einen mit 8.601 Diamanten besetzten Totenschädel, der bei einem geschätzten Wert von 75 Millionen Euro als teuerstes Werk der zeitgenössischen Kunst gilt.[11]
- München/Deutschland: Bundesagrarminister Horst Seehofer schließt einen Rücktritt von seinen Ämtern aus und hält weiter an seiner Kandidatur für den CSU-Vorsitz fest. Nachdem er angeblich Kollegen mit kompromittierenden Informationen gedroht haben soll, schwinden seine Chancen auf den Parteivorsitz.[12]
- Rom/Italien: Luftmessungen in der italienischen Hauptstadt ergeben erhöhte Konzentrationen von Kokain und Haschisch. Die Werte liegen mit 0,1 Nanogramm pro Kubikmeter Luft fünfmal höher als der zulässige Höchstwert für toxische Substanzen.[13]

### Samstag, 2. Juni 2007

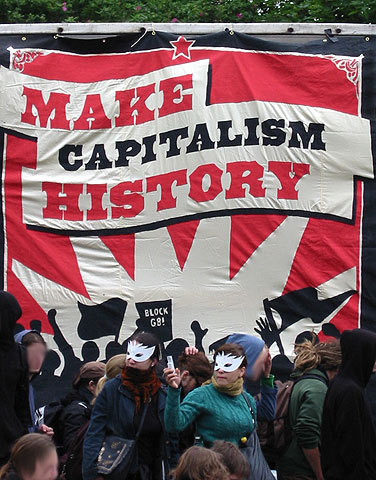
Demonstration von Autonomen im „Schwarzen Block“

- Deutschland, Indonesien: Der Investitionsschutzvertrag zwischen beiden Staaten tritt in Kraft.[14]
- Kopenhagen/Dänemark: Schiedsrichter Herbert Fandel wird beim EM-Qualifikationsspiel Dänemark – Schweden von einem dänischen Fan tätlich angegriffen. Das Spiel wurde daraufhin in der 89. Spielminute beim Stand von 3:3 abgebrochen. Auslöser war ein Platzverweis für Christian Poulsen (Dänemark) nach einem Faustschlag und die anschließende Strafstoßentscheidung. Für die Dänische Fußballnationalmannschaft wird das Spiel als verloren gewertet. Eventuell gilt aufgrund des Eklats als Sanktion eine Heimspielsperre.[15][16]
- Rostock/Deutschland: Am Rande der friedlichen Veranstaltung gegen den G8-Gipfel in Heiligendamm liefern sich mehrere hundert Autonome heftige Straßenschlachten mit der Polizei. Dabei werden insgesamt 1000 Personen verletzt. Demonstranten zünden ein Auto an und errichten Straßenbarrikaden, die Polizei setzt Wasserwerfer und Tränengas ein. Die Leitung der Demonstration distanziert sich von den Autonomen und betont die anfängliche Deeskalationsbereitschaft der Ordnungskräfte.[17]
- Washington, D.C./Vereinigte Staaten: Die US-Sicherheitsbehörden vereiteln einen Sprengstoffanschlag auf den New Yorker John F. Kennedy International Airport. Eine islamistische Terrorzelle um einen früheren Abgeordneten des südamerikanischen Staates Guyana hatte Vorbereitungen zur Sprengung von Treibstoffleitungen und -Tanks getroffen.[18]

### Sonntag, 3. Juni 2007

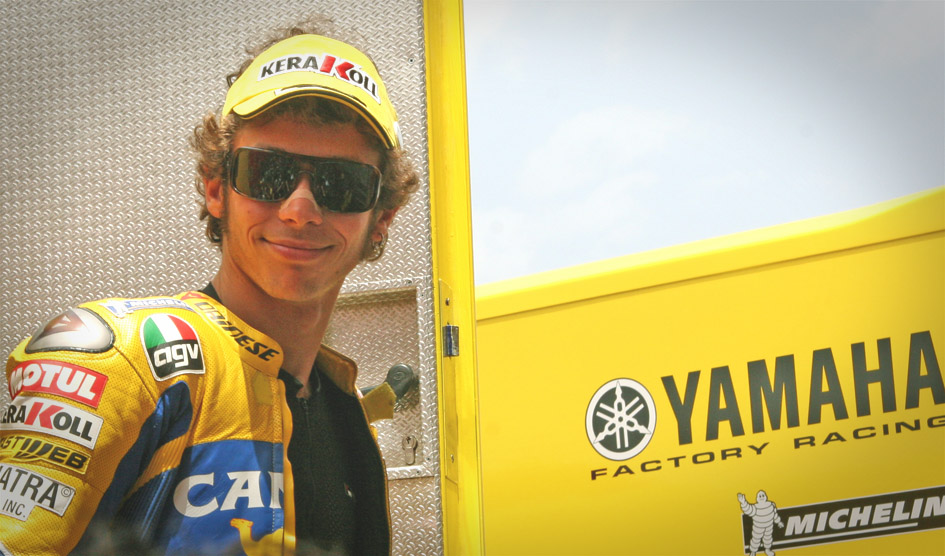
Valentino Rossi

- Kiel/Deutschland: Dem THW Kiel gelingt als zweite deutsche Mannschaft, 24 Jahre nach dem VfL Gummersbach, der dreifache Titelgewinn im Hallenhandball (Meisterschaft, DHB-Pokal und Champions League).[19]
- Lusaka/Sambia: Bei einem Fußballländerspiel gegen die Republik Kongo werden mindestens 12 Menschen zu Tode getrampelt, 46 weitere Personen zum Teil schwer verletzt, als es nach dem 3:0 der Gastgeber im Chililabombwe  gegen den Kongo zu einer Massenpanik kommt.[20]
- Mailand/Italien: Der Gesamtsieg bei der 90. Ausgabe des Rad-Etappenrennens Giro d’Italia geht an Danilo Di Luca. Es ist sein erster Gesamtsieg bei dieser Rundfahrt und der 65. eines Italieners.[21]
- Mugello/Italien: Valentino Rossi (Yamaha) gewinnt den Italien-Grand-Prix in der MotoGP-Klasse vor Dani Pedrosa (Honda) und Alex Barros (Ducati). Rossi ist damit der erste Italiener, dem es gelingt, sein Heimrennen sechsmal in Folge zu gewinnen.[22]

### Montag, 4. Juni 2007

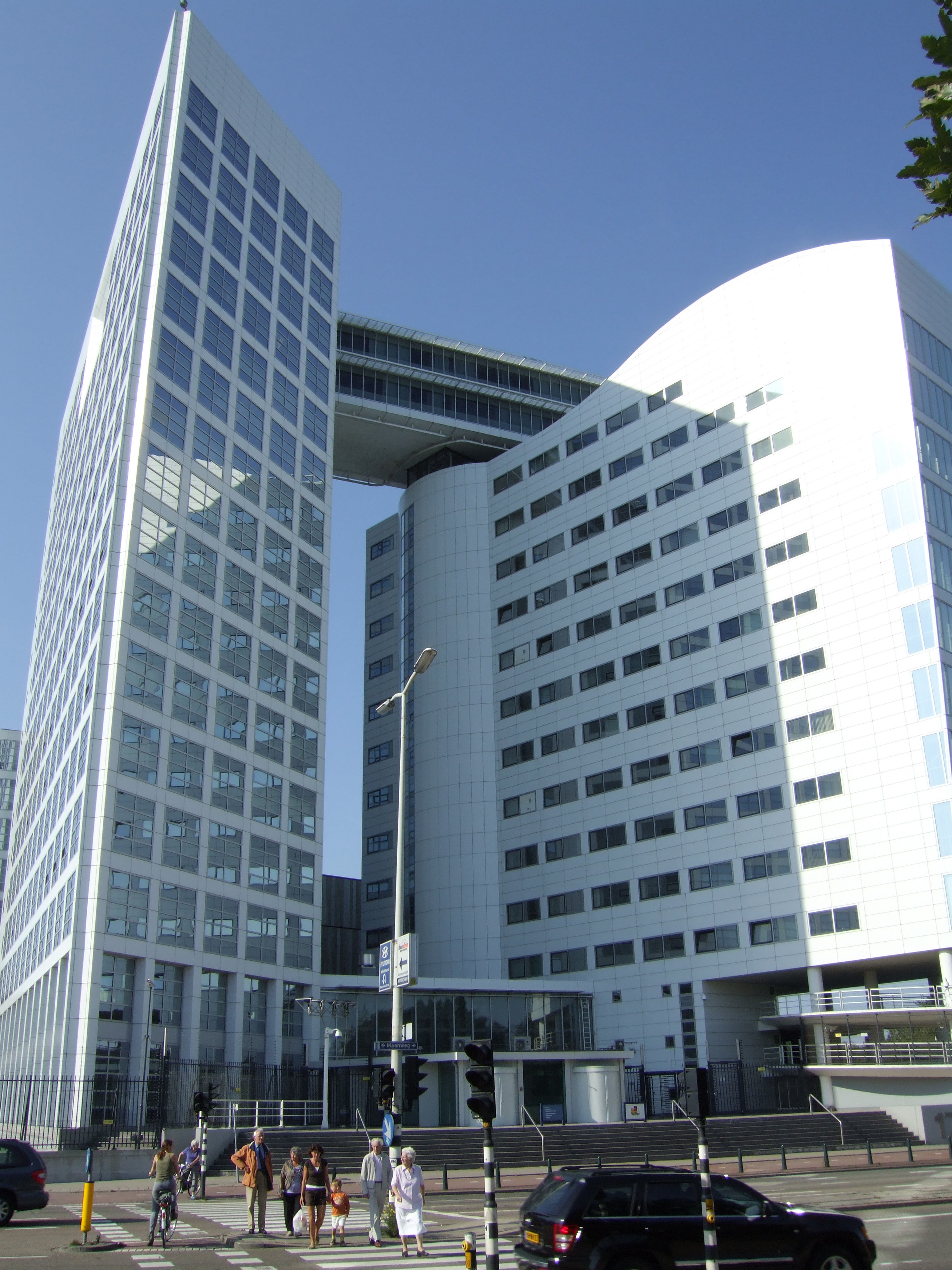
Gebäude des Internationalen Strafgerichtshofs in Den Haag

- Den Haag/Niederlande: Vor dem Sondergerichtshof in Den Haag beginnt der Prozess gegen den liberianischen Ex-Diktator Charles Taylor, der als Hauptschuldiger des Bürgerkriegs in Sierra Leone gilt.[23]
- Freetown/Sierra Leone: Bei einem Hubschrauberabsturz werden neben dem Sportminister des Togo, Richard Attipoe, 20 Anhänger der Fußballnationalmannschaft Togos nach einem Spiel gegen die Mannschaft Sierra Leones getötet. Nur einer der beiden Piloten überlebte den Absturz des Helikopters vom Typ Mil Mi-8.[24]
- Hannover/Deutschland: Der aufgrund der VW-Korruptionsaffäre zurückgetretene Bundestagsabgeordnete Hans-Jürgen Uhl tritt aus der SPD aus und kommt damit einem parteiinternen Untersuchungsausschuss zuvor. Bereits bei der Niederlegung seines Bundestagsmandats hatte er eingeräumt, falsche eidesstattliche Versicherungen abgegeben zu haben, die von VW bezahlte Kontakte zu Prostituierten betrafen.[25]
- Rostock/Deutschland: Erneut kommt es bei Demonstrationen gegen den G8-Gipfel in Heiligendamm 2007 zu Ausschreitungen. Die Polizei nimmt vier Autonome wegen Verstößen gegen das Vermummungsverbot fest.[26]

### Dienstag, 5. Juni 2007

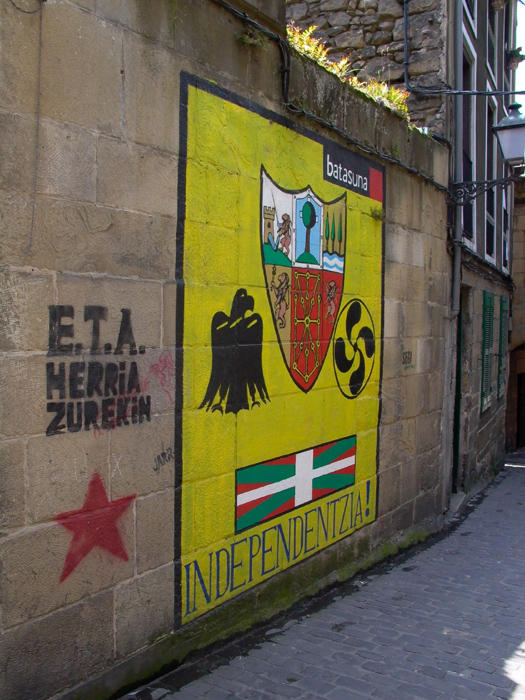
ETA-Wandmalerei

- Berlin/Deutschland: Laut einer Bevölkerungsstatistik ist die Bevölkerung Deutschlands um 123.089 auf 82.314.906 Menschen gesunken. Die Ursachen sind in der niedrigen Geburtenrate und den vermehrten Auswanderungen zu suchen.[27]
- Karlsruhe/Deutschland: Zwei Eilanträge an das Bundesverfassungsgericht zur Demonstration am Flughafen Rostock-Laage und zu einer Mahnwache am „Zaun“ von Heiligendamm, anlässlich des G8-Gipfel in Heiligendamm 2007 werden abgelehnt.[28]
- Luxemburg/Luxemburg: Die Europäische Union beendet ihr seit 2003 laufendes Defizitverfahren gegen die Bundesrepublik Deutschland. Die EU-Finanzminister reagieren damit darauf, dass die deutsche Neuverschuldung 2006 erstmals wieder im zulässigen Rahmen des Stabilitätspaktes liegt. Die Verfahren gegen Malta und Griechenland werden ebenfalls eingestellt.[29]
- Luxemburg/Luxemburg: Das schwedische Alkoholmonopol verstößt nach einem Urteil des Europäischen Gerichtshofes gegen den Grundsatz des freien Warenverkehrs; künftig sind Schweden nicht mehr gezwungen, Alkohol aus dem Ausland über die Vertriebsorganisation Systembolaget zu bestellen.[30]
- Madrid/Spanien: Die baskische Untergrundorganisation ETA erklärt ihre im März 2006 verkündete Waffenruhe ab dem 6. Juni 2007 für beendet und droht Spanien mit neuen Terroranschlägen.[31]

### Mittwoch, 6. Juni 2007

Logo des Kirchentags

- Heiligendamm/Deutschland: An der Ostseeküste beginnt der 33. Weltwirtschaftsgipfel der Gruppe der Acht sowie der beiden Vertreter der Europäischen Union. Unter der Schirmherrschaft von Bundeskanzlerin Angela Merkel gelten als Hauptthemen des Treffens der Klimaschutz, die Entwicklungshilfe für Afrika, Freiheit auf den Weltmärkten und der Schutz vor Produktpiraterie.[32]
- Köln/Deutschland: Etwa 400.000 Menschen wohnen dem Beginn des 31. Deutschen Evangelischen Kirchentags bei. Bis zum 10. Juni werden über 100.000 Dauerteilnehmer gezählt. Unter dem Motto „Lebendig und kräftig und schärfer“ finden rund 3.000 Veranstaltungen statt.[33][34]

### Donnerstag, 7. Juni 2007

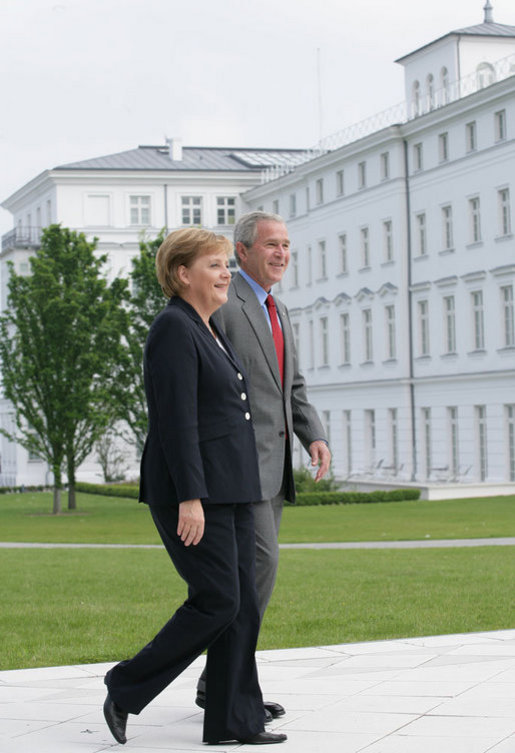
Angela Merkel,
George W. Bush

- Brüssel/Belgien: Der EU-Ministerrat legt einen Gebührenhöchstsatz für Mobiltelefonate im Ausland (Roaming) fest.[35]
- Heiligendamm/Deutschland: Aktivisten von Greenpeace dringen mit Motorschlauchbooten in die abgesperrte Seezone um den Tagungsort ein. In einer harten Verfolgungsaktion werden die Boote von Schiffen der Polizei aufgebracht. Dabei werden drei Personen verletzt, als die Polizei zwei Schlauchboote rammt. Bundeskanzlerin Angela Merkel verspottet die Aktion: „Greenpeace hat auch schon seriösere Unterfangen gemacht im Zusammenhang mit dem Klimaschutz. […] Ich hoffe, sie werden nicht allzu viel CO2 emittieren mit ihren Bootsfahrten dort auf der Ostsee.“ Währenddessen umgehen Demonstranten die auf den Straßen stehenden Wasserwerfer über die Wiesen und dringen teilweise bis an den Sperrzaun vor.[36]

### Freitag, 8. Juni 2007
- Berlin/Deutschland: Hermann Parzinger wird zum Präsidenten der Stiftung Preußischer Kulturbesitz, einer der wichtigsten deutschen Kulturstiftungen, gewählt. Er tritt damit ab 1. März 2008 die Nachfolge von Klaus-Dieter Lehmann an.[37]
- Brüssel/Belgien: Der Europarat will Beweise dafür gefunden haben, dass die CIA illegale Geheimgefängnisse in Europa, wie z. B. Polen, betrieben hat. Laut Sonderermittler Dick Marty sei es unverschämt, EU-Staaten als Subunternehmer für die Verwahrung mutmaßlicher Terroristen zu missbrauchen.[38]

### Sonntag, 10. Juni 2007
- Brüssel/Belgien: Die belgischen Christdemokraten und die Grünen gewinnen bei der Wahl zum Bundesparlament hinzu, Liberale und Sozialisten verlieren hingegen an Stimmanteilen und Nationalisten können ihren Stimmenanteil annähernd gleich halten. Nach der Niederlage bei den Parlamentswahlen reicht der Premierminister Verhofstadt seinen Rücktritt ein; Gewinner der Wahl ist der Christdemokrat Yves Leterme.[39]
- Nahr al-Bared/Libanon: Die Terrororganisation Fatah al-Islam, die u. a. zur Beseitigung des Staates Israel aufgerufen hat, bekundet ihre Loyalität zu Osama bin Laden, dem Gründer der Terrororganisation Al-Qaida, welche ihre Operationsbasis mit dem Ende der Herrschaft der Taliban in Afghanistan verlor. Bin Laden erklärte 1996 den Dschihad gegen Israel.[40]
- Paris/Frankreich: Erste Runde der Wahl zur Nationalversammlung und zum Senat: nachdem die UMP schon in der letzten Wahlperiode über die absolute Mehrheit in der Assemblée nationale verfügte, vergrößert sich die Mehrheit noch einmal.
- São Paulo/Brasilien: In São Paulo findet die Parada do orgulho GLBT statt; sie gilt als größte Gay-Pride-Parade und eine der größten Massenveranstaltungen weltweit.[41]

### Montag, 11. Juni 2007
- Berlin/Deutschland: Die Bundesstiftung „Erinnerung, Verantwortung und Zukunft“ schließt die Entschädigung der Zwangsarbeiter des NS-Regimes ab. Insgesamt wurden 4,4 Mrd. Euro ausgezahlt.[42]

### Dienstag, 12. Juni 2007

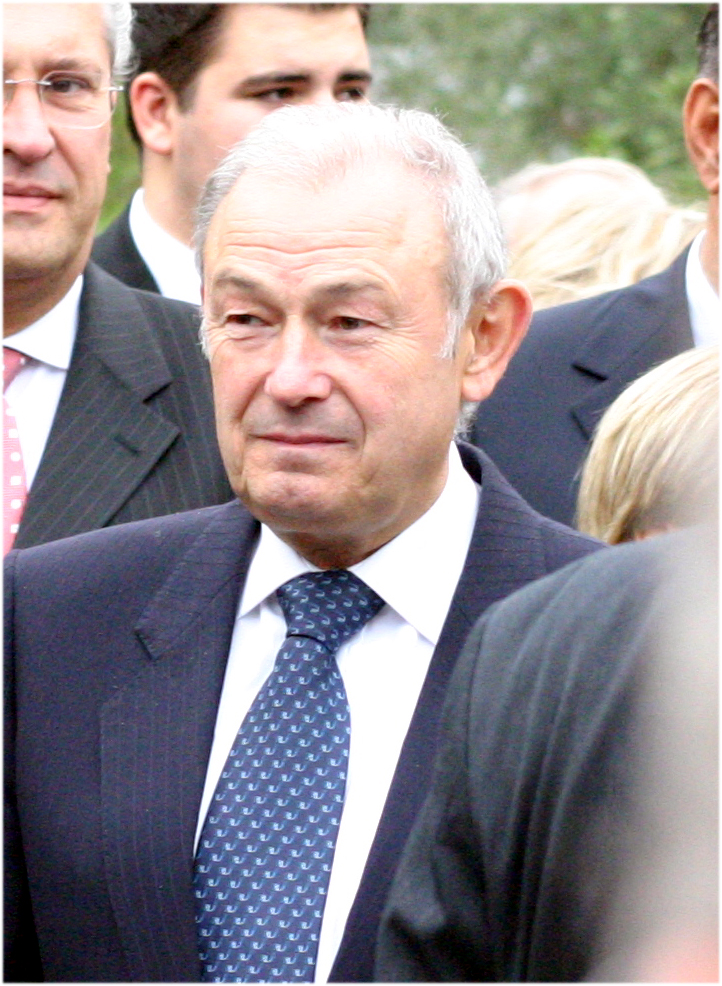
Günther Beckstein

- London/Vereinigtes Königreich: Das britische Unterhaus lehnt die Einsetzung einer Untersuchungskommission zum Irakkrieg ab. Damit erspart es Premierminister Tony Blair eine letzte Niederlage zum Ende seiner Amtszeit.[43]
- München/Deutschland: Der bayrische Innenminister Günther Beckstein (CSU) wird am 9. Oktober in einer Sondersitzung des Landtags zum neuen Ministerpräsidenten des Bundeslandes Bayern gewählt werden und beerbt damit Edmund Stoiber.[44]

### Mittwoch, 13. Juni 2007

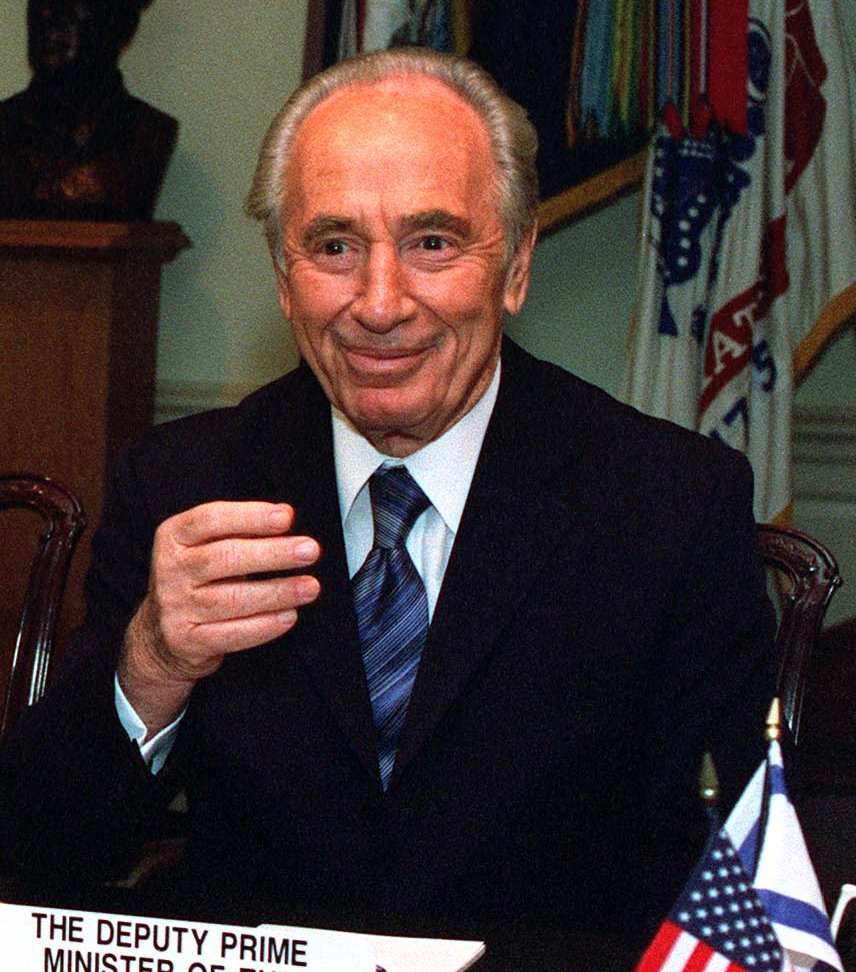
Schimon Peres

- Berlin/Deutschland: Teile der SPD und der Grünen beklagen den Einsatz von Panavia-Tornado-Aufklärungsflugzeugen zum Ausspähen der Gegner des G8-Gipfels in Heiligendamm im Mai und Juni als Verfassungsbruch. Die Polizei hätte die Aufgabe auch per Hubschraubereinsatz erledigen können. Lediglich der verteidigungspolitische Sprecher der SPD-Bundestagsfraktion, Rainer Arnold, sieht in dem Einsatz einen klassischen Fall von Amtshilfe nach Artikel 35 des Grundgesetzes: „Entscheidend ist, dass die Bundeswehr keine polizei-hoheitlichen Aufgaben übernimmt, wie Absperrungen vornehmen, Menschen kontrollieren oder Häuser durchsuchen.“[45]
- Neu-Delhi/Indien: Ein Streik von 12.000 Mitarbeitern des Bodenpersonals indischer Flughäfen lähmt den zivilen Flugverkehr des Landes.[46]
- Recklinghausen/Deutschland: Bei einem Wohnungsbrand in Recklinghausen sterben am Abend drei Kinder im Alter von zwei bis vier Jahren. Zwei erwachsene Mieter des Mehrfamilienhauses erleiden Rauchgasverletzungen. Die Eltern der Kinder waren zum Zeitpunkt des Unglücks nicht im Haus.[47]
- Tel Aviv/Israel: Der Friedensnobelpreisträger Schimon Peres wird von der Knesset zum neuen israelischen Staatspräsidenten gewählt.[48]

### Donnerstag, 14. Juni 2007
- Beirut/Libanon: Mit Walid Eido wird der siebte anti-syrische Politiker seit Anfang 2005 im Libanon durch ein Attentat getötet.[49]
- Berlin/Deutschland: Der Bundestag beschließt mit den Stimmen der Koalition die umstrittene Reform des deutschen Ausländerrechts: Somit wird die Zuwanderung erschwert und das Bleiberecht gelockert. Außerdem verpflichtet man sich dem Prinzip des „Fordern und Förderns“, das in der Praxis bedeutet, dass derjenige der Sprachförderprogramme verweigere, mit Sanktionen rechnen müsse.[50]
- Frankfurt am Main/Deutschland: Der Historiker und Holocaust-Forscher Saul Friedländer wird mit dem Friedenspreis des Deutschen Buchhandels ausgezeichnet.[51]
- Gazastreifen/Palästinensische Autonomiegebiete: Nach mehrtägigen blutigen Kämpfen mit Anhängern der Fatah in den Palästinensischen Autonomiegebieten übernimmt die islamistische Hamas die alleinige Kontrolle über den Gazastreifen.[52]
- Zhengzhou/China: Die chinesische Polizei befreit eigenen Angaben zufolge über 200 Arbeitssklaven aus Ziegeleien in der Provinz Henan; darunter befinden sich 29 Kinder. Im Verlauf der dreitägigen Razzia untersuchten 35.000 Beamte 7.500 Ziegeleien in der Region und nahmen 120 Verdächtige fest. Unter Schlägen wurden die Sklaven ohne Bezahlung zur Arbeit gezwungen. Zuvor hatte eine Online-Petition von rund 400 Vätern für Aufsehen gesorgt, die die Untätigkeit der Behörden wegen der Entführung ihrer Kinder anprangerte.[53]

### Samstag, 16. Juni 2007
- Berlin/Deutschland: Nach zweijährigen Vorbereitungen fusionieren die SED-Nachfolgepartei Linkspartei.PDS und die WASG zur neugebildeten Partei Die Linke.[54]

### Sonntag, 17. Juni 2007

Blau: Gewonnene Wahlkreise der UMP

- Kabul/Afghanistan: Bei einem der schwersten Anschläge in Afghanistan seit dem Sturz der Taliban kommen mehr als 35 Personen ums Leben. Wenige Stunden nach dem Attentat auf einen Bus, der mit Polizeiausbildern besetzt war, bekennt sich die Taliban zu der Tat.[55]
- Le Mans/Frankreich: Das 24-Stunden-Rennen von Le Mans gewinnen Frank Biela, Emanuele Pirro und Marco Werner erneut mit einem dieselbetriebenen Audi R10 TDI LMP1 vor dem einheimischen Herausforderer Peugeot, die dieses Jahr erstmals dasselbe Antriebsprinzip verfolgten. Das Rennen wurde geprägt von starken Regenfällen und vielen mechanischen Defekten.[56]
- Paris/Frankreich: In der zweiten Runde der Wahl zur Nationalversammlung bestätigt sich die Rolle der UMP als Gewinnerin der Wahl. Die Partei von Premierminister François Fillon verteidigt ihre absolute Mehrheit der Sitze.[57]

### Montag, 18. Juni 2007
- Könnern/Deutschland: Bei einem schweren Busunfall auf der Bundesautobahn 14 bei Könnern sterben 13 Leute einer Reisegruppe aus dem westfälischen Hopsten.

### Mittwoch, 20. Juni 2007
- Teheran/Iran: Die Verleihung der britischen Ritterwürde des Knight Bachelors an den Schriftsteller Salman Rushdie, Verfasser u. a. des Romans Die satanischen Verse, löst offizielle diplomatische Proteste im Iran und in Pakistan aus. Teheran beruft den britischen Botschafter ins iranische Außenministerium, um ihm mitzuteilen, dass der Ritterschlag eine Provokation für eineinhalb Milliarden Muslime sei.[58]

### Donnerstag, 21. Juni 2007

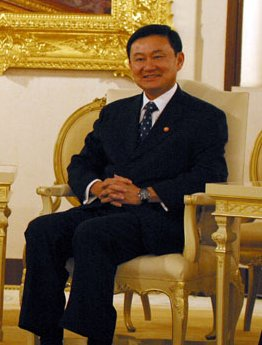
Thaksin Shinawatra

- Bangkok/Thailand: Die Staatsanwaltschaft in Thailand hat formell eine Klage wegen Korruption gegen den gestürzten Ministerpräsidenten Thaksin Shinawatra eingereicht. Die Ermittler werfen ihm und seiner Frau Pojaman unter anderem vor, im Jahr 2003 ein fünf Hektar großes Grundstück in der Hauptstadt Bangkok zu einem Preis erworben zu haben, der damals einem Drittel des üblichen Marktpreises entsprach. Die Höchststrafe für die Anklagepunkte beträgt 13 Jahre Gefängnis.[59]
- Brüssel/Belgien: In Brüssel kommt der Europäische Rat zusammen, um über eine Neuformulierung des EU-Verfassungsentwurfes zu beraten. Ein Streitpunkt ist die „Doppelte Mehrheit“ bei Abstimmungen.[60]
- Deutschland, Schweiz: Bei heftigen Unwettern und Gewittern kommt es in der Nacht zum 21. Juni im Norden und Süden der Republik sowie der Eidgenossenschaft, insbesondere in Franken, aufgrund von Blitzeinschlägen zu zahlreichen Bränden. In Kronacker erleidet ein Rentner bei einem Dachstuhlbrand eine leichte Rauchgasvergiftung. In Pinneberg steht die Fußgängerzone einem Meter unter Wasser. Im Landkreis Heilbronn werden einige Durchfahrtsstraßen überschwemmt. In Kassel zerstört der Dauerregen von bis zu 60 Litern pro Quadratmeter/Stunde eine Installation der documenta, die dem Künstler Ai Weiwei danach jedoch sogar besser gefällt. Im Kanton Schwyz wird ein Mann schwer verletzt, in Einsiedeln unterspülen die Wassermassen ein Haus. Mehrere Straßen werden durch Erdrutsche blockiert; einige Brücken sind weggerissen worden.[61]

### Freitag, 22. Juni 2007
- Berlin/Deutschland: Bundesinnenminister Wolfgang Schäuble warnt vor der gesteigerten Gefahr von radikalislamischen Terroranschlägen auf dem Gebiet der Bundesrepublik. Diese sei insbesondere durch den deutschen Einsatz in Afghanistan so hoch einzuschätzen wie in der Zeit um den 11. September 2001. Der Präsident des Bundeskriminalamtes bestätigt indessen die Festnahme von drei deutschen Islamisten in Pakistan.[62]
- Kern County/Vereinigte Staaten: Das Space Shuttle Atlantis ist von seiner Mission zur Internationalen Raumstation zurückgekehrt und sicher in Kalifornien gelandet, da das Wetter für eine Landung auf dem Weltraumbahnhof Cape Canaveral in Florida zu unbeständig war.[63]
- Köln/Deutschland: Vor dem Kölner Landgericht wird ein 38-jähriger Kfz-Handwerker zu acht Jahren Haft wegen vorsätzlicher schwerer Körperverletzung verurteilt, da er mit Absicht vier Frauen, die er im SMS-Chat von Kölner Privatsendern kennengelernt hatte und denen er sich als wohlsituierter Architekt ausgab, mit dem Humanem Immundefizienz-Virus ansteckte.[64][65]
- München/Deutschland, Straßburg/Frankreich, Wien/Österreich: Premierminister Jarosław Kaczyński erntet angesichts seiner Erklärung, dass Polen aufgrund seiner Opfer während des Zweiten Weltkrieges innerhalb der Europäischen Union (EU) als Wiedergutmachung eine besondere Stimmengewichtung erhalten müsse, deutliche Kritik. Der bayrische Ministerpräsident Edmund Stoiber sagt: „Wenn man die Debatte so führt wie Jaroslaw Kaczynski es tut, kann man die europäische Integration vergessen.“ Dem Fraktionsvorsitzenden der Sozialdemokraten im Europaparlament Martin Schulz vermitteln Kaczyńskis Äußerungen den Eindruck, dass dieser „mit antideutschen Gefühlen innenpolitisch punkten“ wolle. Aus der Perspektive des österreichischen Bundeskanzlers Alfred Gusenbauer lösten die Auslassungen des polnischen Premiers in der EU nur allseitiges „Kopfschütteln“ aus. Dessen ungeachtet geht die polnische Presse kaum auf den Inhalt seiner Ausführungen ein.[66]
- Pjöngjang/Nordkorea: Nordkorea plant nach US-amerikanischen Angaben, seine umstrittene kerntechnische Anlage Nyŏngbyŏn in drei Wochen abzuschalten.[67]

### Samstag, 23. Juni 2007
- Brüssel/Belgien: Der Europäische Rat gibt bekannt, dass er sich bei seiner Tagung am 21. und 22. Juni 2007 in Brüssel auf die Grundzüge des Reformvertrags geeinigt hat.

### Sonntag, 24. Juni 2007
- Nürnberg/Deutschland: Nachdem bei fünf am Wöhrder See verendeten Schwänen und einer am Silbersee tot aufgefundenen Wildente der hoch pathogene Erreger der Vogelgrippe H5N1 (Influenza-A-Virus H5N1) nachgewiesen wurde, hat die Stadt Nürnberg einen Sperrbezirk eingerichtet.[68]

### Montag, 25. Juni 2007

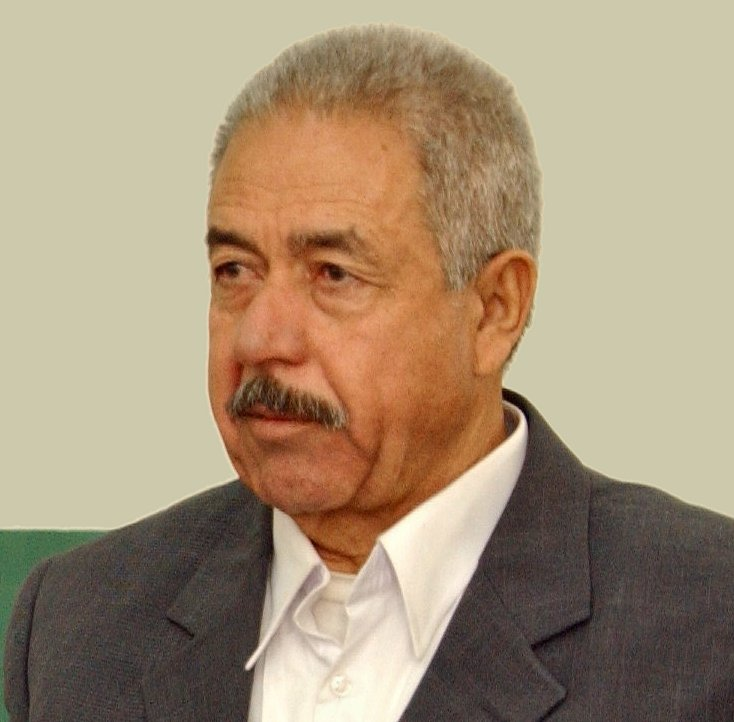
Ali Hasan al-Madschid

- Bagdad/Irak: Ein irakisches Sondergericht verurteilt Ali Hasan al-Madschid, der in Zusammenhang mit der von ihm geleiteten Anfal-Operation für den Volkermord an den nordirakischen Kurden verantwortlich gemacht wird, zum Tode durch den Strang.[69]
- Mainz/Deutschland: Report Mainz und tagesschau.de decken einen möglichen Skandal um die Vernichtung von Geheimdienstinformationen durch das Zentrum für Nachrichtenwesen der Bundeswehr auf, die sogenannte „Jasmin-Panne“.[70][71]
- New York/Vereinigte Staaten: Der US-Amerikaner Robert Zoellick wird zum neuen Präsidenten der Weltbank gewählt.[72]

### Dienstag, 26. Juni 2007
- Warschau/Polen: Im ehemaligen Warschauer Ghetto wird der Grundstein für ein Museum der Geschichte der polnischen Juden gelegt.[73]

### Mittwoch, 27. Juni 2007

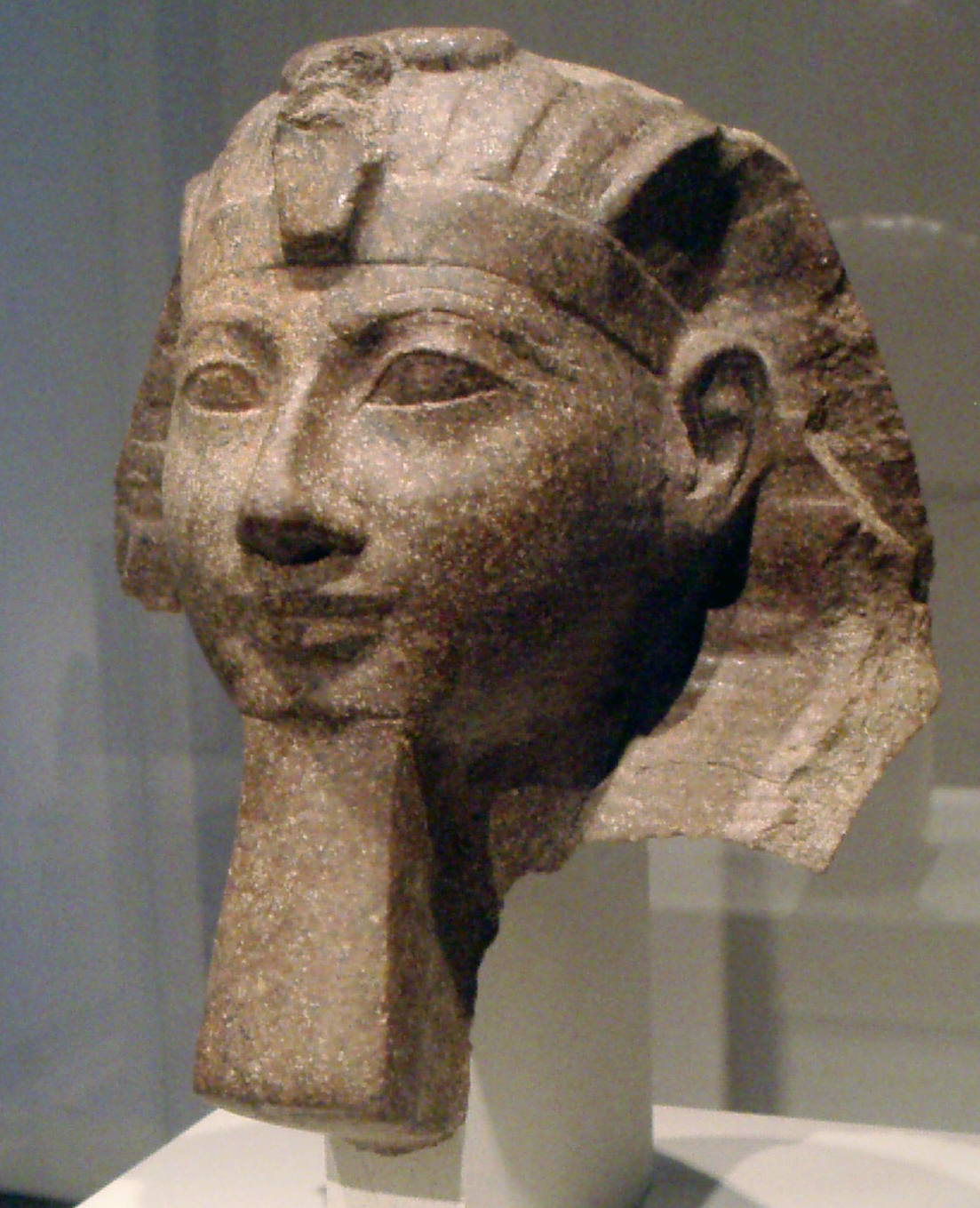
Büste der Hatschepsut

- Giebelstadt/Deutschland: Die US-Beteiligungsfirma Bain Capital kauft die Bavaria Yachtbau GmbH zum 1. August von den bisherigen Eigentümern Elfriede Herrmann und der Yachtagentur Josef Meltl. Über den Kaufpreis werden keine Angaben gemacht, obwohl die zuletzt gebotenen Preise bei über einer Milliarde Euro lagen.[74]
- Kairo/Ägypten: Kultusminister Farouk Hosny erklärt, dass ägyptische Archäologen durch DNA-Analysen und Scanner-Tests die Mumie der Pharaonin Hatschepsut identifizieren konnten. Die Mumie wurde bereits 1903 bei Grabungen im Tal der Könige gefunden, erfuhr aber niemals eine Zuordnung.[75]
- London/Vereinigtes Königreich: Wie im Mai angekündigt, tritt Tony Blair von der Partei der Arbeit als Premierminister des Vereinigten Königreichs zurück. Queen Elisabeth II. ernennt dessen Parteikollegen Gordon Brown zum neuen Regierungschefs des Landes.[76][77]

### Donnerstag, 28. Juni 2007
- Brunsbüttel, Geesthacht/Deutschland: Nachdem es am Kernkraftwerk Brunsbüttel zu einem Kurzschluss und einer Reaktorschnellabschaltung kommt, gerät um 15.02 Uhr am Kernkraftwerk Krümmel ein Transformator in Brand.[78]
- London/Vereinigtes Königreich: Premierminister Gordon Brown stellt einen Tag nach seiner Ernennung sein neues Kabinett vor.[79]

### Freitag, 29. Juni 2007
- Bremen/Deutschland: Die Abgeordneten der Bürgerschaft wählen Jens Böhrnsen (SPD) zum Bürgermeister des Landes Bremen und der Stadt selbst. Böhrnsen übernahm diese Ämter 2005 von seinem Parteikollegen Henning Scherf.[80]

### Samstag, 30. Juni 2007
- Glasgow/Vereinigtes Königreich: Bei einem Terroranschlag mit einem Geländewagen auf den Glasgow International Airport verhindert ein Poller, dass der Pkw in den Terminal eindringt. Der Wagen brennt vor dem Eingang aus.

## Weblinks

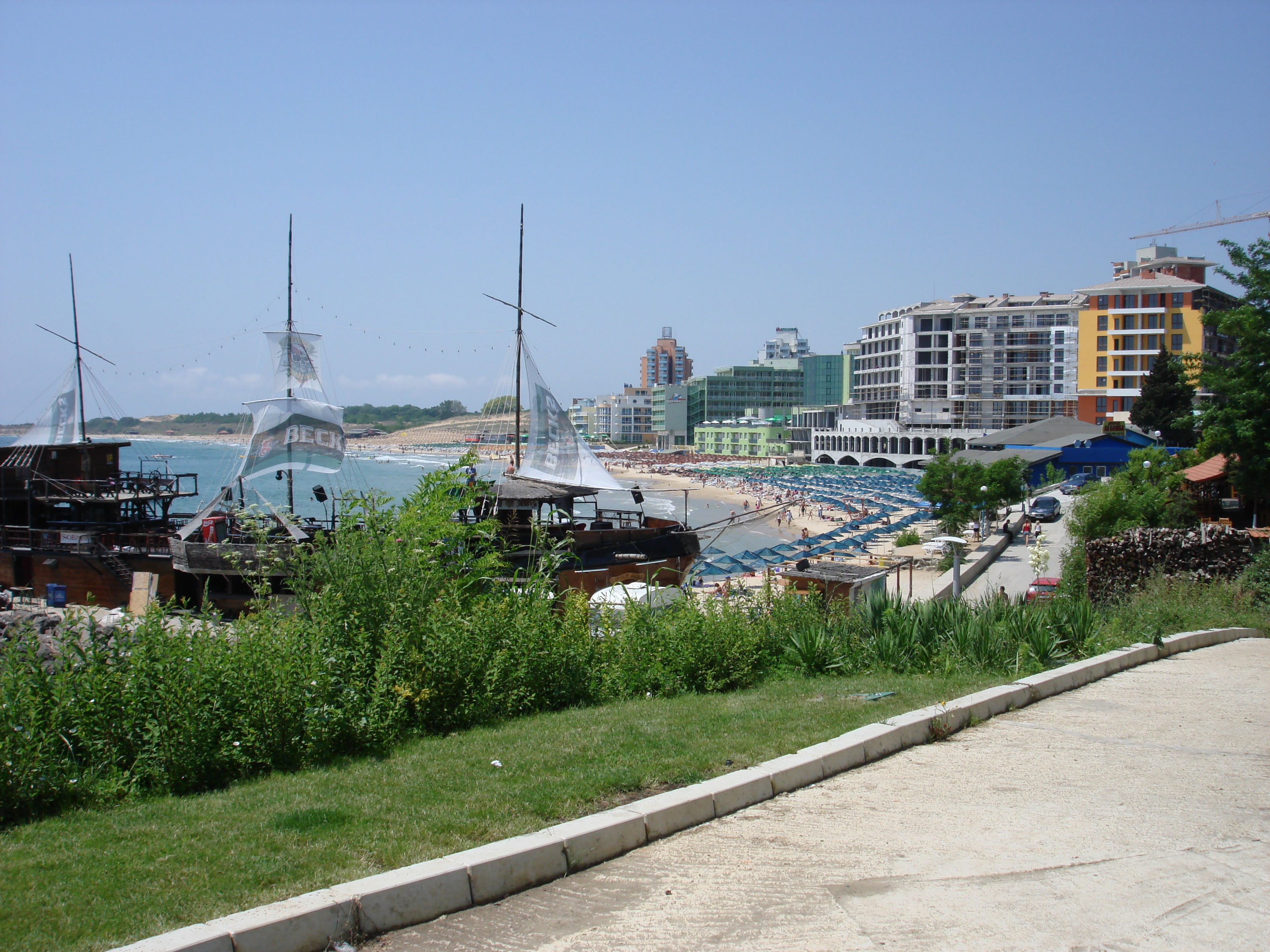
Bulgarien im Juni 2007